# Alfred Comte
Alfred Comte  (4 de junio de 1895 - 1 de noviembre de 1965) fue un pionero de la aviación suizo. Fue piloto, fotógrafo e instructor, y también fue uno de los primeros emprendedores de la aviación, teniendo éxito en la construcción de aeronaves civiles y militares.

## Vida

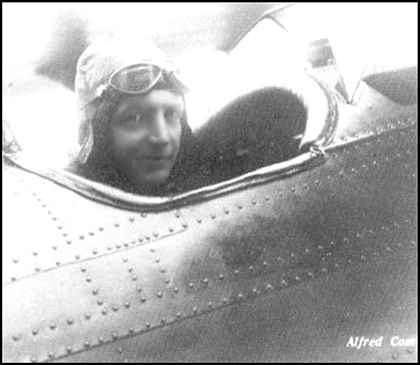
Comte pilotando un avión Comte AC-2 (alrededor de 1926).

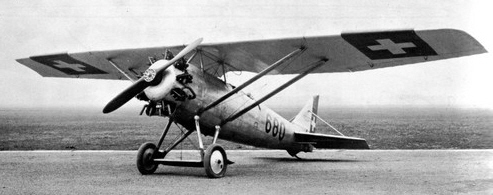
Comte AC-1.

A la edad de 15 años, Alfred Comte construyó una bicicleta motorizada. Comte obtuvo su licencia de piloto en 1913, en el Aéro-Club de France. Al comienzo de la Primera Guerra Mundial sirvió como piloto en las fuerzas armadas suizas, y luego como oficial instructor para la aviación militar. En 1916 llevó a cabo vuelos nocturnos desde Delémont para evitar violaciones del espacio aéreo: Porrentruy había sido bombardeada por un avión de origen desconocido. Alemania y Francia autorizaron una propuesta suiza de montar balizas luminosas a lo largo de las fronteras de Suiza-Alemania-Francia para prevenir más errores.
El 5 de noviembre de 1919 cofundó una línea aérea que realizaba fotografía aérea y vuelos de pasaje: Comte, Mittelholzer, and Co. En 1920, esta compañía se fusionó con la financieramente más fuerte Ad Astra Aero. Alfred Comte fue un participante frecuente en exhibiciones de vuelo acrobático e inauguró la ruta de Zúrich a Londres. En diciembre de 1920, fundó una escuela de aviación propia, usando hidrocanoas, entre ellos seis aeronaves Lohner TL-1917/R austriacas (CH-61 a CH-65) desde una base en Oberrieden, en las costas del Lago de Zúrich. Durante la Segunda Guerra Mundial, Comte volvió a realizar tareas para la aviación militar y fue ascendido a capitán. De 1946 a 1950, de nuevo administró una escuela de aviación en el valle del Limago, y también estuvo involucrado en la fundación del aeropuerto privado Wangen-Lachen en la costa sur del Lago Obersee. Finalmente, se retiró del vuelo y murió en 1965 en Zúrich.

## Alfred Comte Schweizerische Flugzeugfabrik
Entre 1923 y 1935, Alfred Comte se concentró en el diseño y construcción de aeronaves en su propia compañía, la Alfred Comte Schweizerische Flugzeugfabrik. En total, se construyeron alrededor de 40 aeronaves, con ocho Fokker D.VII adicionales construidos bajo licencia para la Fuerza Aérea Suiza. La compañía tenía una buena reputación, pero financieramente no fue exitosa, y un incendio destruyó varios de los diseños de Comte. La Gran Depresión golpeó al pequeño negocio duramente; no pudo salvarse ni siquiera cambiando a la producción de muebles de tubos de acero, y en 1935 se declaró en bancarrota.
De 1923 a 1935, Alfred Comte diseñó y construyó varios aviones:
Wild 43 (1923–26)
Entrenador, 6 construidos y exportados a China y Colombia.
Wild X (1927/28)
Caza y observación, 8 construidos y exportados a Colombia.
AC-1 (1926)
Caza, uno construido, la Fuerza Aérea Suiza prefirió comprar, tras una evaluación, el Dewoitine D.27.
AC-2
Biplano biplaza deportivo con un motor de 60 hp, no construido.
AC-3 (1929/30)
Transporte y bombardero, uno construido.
AC-4 Gentleman (1928-30)
Aeronave biplaza deportiva y de entrenamiento, 11 construidas, usada por la Fuerza Aérea Suiza y otros.
AC-5
Avión de 6 plazas con un motor Wright de 200 hp, no construido.
AC-6
Biplano biplaza con un motor Wright Whirlwind de 200 hp para entrenamiento, o un Gnome et Rhône Jupiter de 400 hp para usos militares, no construido.
AC-7
Entrenador de ala alta biplaza con un motor Gnome et Rhône Jupiter de 500 hp, no construido.
AC-8 (1929/30)
Avión de pasajeros, 3 construidos, probablemente uno (o un AC-4) usado por Ad Astra Aero.
AC-9
Avión comercial trimotor, no construido.
AC-10
Desarrollo del AC-1, con un motor Gnome et Rhône Jupiter de 480 hp, no construido.
AC-11V (1931)
Avión de enlace y reconocimiento, uno construido, rechazado por la Fuerza Aérea Suiza.
AC-12 Moskito (1931/35?)
Avión comercial, 8 construidos.